# Wedgefield (Floride)
Pour les articles homonymes, voir Wedgefield.
Wedgefield est une census-designated place du comté d'Orange, dans l'État de Floride, aux États-Unis,. En 2020, elle compte une population de 8 017 habitants.